# Gnoppix
Gnoppix è una distribuzione basata originariamente su Debian GNU/Linux. Deriva dalla stessa filosofia di Knoppix, ovvero creare una distribuzione che funzioni da live CD senza installare nulla sul computer. Gnoppix usa come ambiente desktop predefinito Xfce, ma anche KDE e GNOME, a differenza di Knoppix che usa LXDE.
Gnoppix Linux è stato sviluppato nel settembre 2002 ed era basato su Debian GNU/Linux 3.0 (Woody). Dopo il successo del lancio pubblico di Gnoppix nel 2003, il capo di Gnoppix Andreas Müller veniva assunto da Canonical per implementare la funzionalità del LiveCD di Gnoppix nel primo Ubuntu 4.10 Warty Warthog nel 2004. 
La fusione con Ubuntu è avvenuta nel 2005, prima, era un progetto indipendente nato in Germania. Da quando Ubuntu e Gnoppix Linux sono diventati identici, il progetto Gnoppix è stato interrotto, poiché non ce n'era più bisogno e così Andreas Müller ha poi fondato il progetto Kubuntu.
Gnoppix Linux è stato rilanciato nel 2021 durante la pandemia COVID-19. Gnoppix è ed è sempre stato basato su Debian GNU/Linux.
Gnoppix ha un programma di installazione grafica -simile alle finestre di Windows gestite col mouse, che evita all'utente di digitare istruzioni da linea di comando, in modo da semplificare il più possibile i passaggi iniziali e non scoraggiare potenziali nuovi utilizzatori di GNU/Linux.
Invece, la versione 8.0.0 di Knoppix presentava la scelta fra i tre ambienti desktop (LXDE, KDE e GNOME), integra A.D.R.I.A.N.E per le esigenze dei diversamente abili e funzionalità grafiche di modellazione e animazione in 3D.